# Pedro Cunha
Pedro Henrique de Miranda d'Araújo da Cunha (Rio de Janeiro, 10 giugno 1983) è un giocatore di beach volley brasiliano.

## Biografia
Ha debuttato nel circuito professionistico internazionale il 16 marzo 2004 a Salvador (Brasile), in Brasile, in coppia con Rogerio Ferreira piazzandosi in 25ª posizione, ma già l'anno prima aveva partecipato ai mondiali di Rio de Janeiro, con Tande Ramos. Il 13 giugno 2004 ha ottenuto la sua prima vittoria nel World tour a Carolina, in Porto Rico, insieme a Rogerio Ferreira. Nel massimo circuito FIVB ha trionfato per 7 volte con 4 partner differenti.
Ha preso parte all'edizione dei Giochi olimpici di Londra 2012, occasione in cui ha ottenuto il 5º posto in coppia con Ricardo Santos.
Ha partecipato altresì a tre edizioni dei campionati mondiali, ottenendo come miglior risultato il 9º posto a Gstaad 2007 con Franco Neto.
Nei campionati iridati giovanili ha conquistato due medaglie d'oro e una d'argento ai mondiali juniores, esattamente giungendo primo a Le Lavandou 2001 in coppia con Anselmo Sigoli, secondo a Catania 2002 con Adriano Fonseca e nuovamente primo a Saint-Quay-Portrieux 2003 insieme a Pedro Salgado.

## Palmarès

### Campionati mondiali juniores
- 2 ori: a Le Lavandou 2001 ed a Saint-Quay-Portrieux 2003
- 1 argento: a Catania 2002

### World tour
- 24 podi: 7 primi posti, 9 secondi posti e 8 terzi posti

### World tour - vittorie
| Data             | Località   | Nazione     | in coppia con    |
| ---------------- | ---------- | ----------- | ---------------- |
| 13 giugno 2004   | Carolina   | Porto Rico  | Rogerio Ferreira |
| 22 luglio 2007   | Marsiglia  | Francia     | Franco Neto      |
| 1º novembre 2008 | Manama     | Bahrein     | Alison Cerutti   |
| 7 agosto 2011    | Klagenfurt | Austria     | Ricardo Santos   |
| 28 agosto 2011   | L'Aia      | Paesi Bassi | Ricardo Santos   |
| 29 aprile 2012   | Mysłowice  | Polonia     | Ricardo Santos   |
| 27 maggio 2012   | Praga      | Rep. Ceca   | Ricardo Santos   |